# Meerhofsee
Der Meerhofsee ist ein See in der Stadt Alzenau im unterfränkischen Landkreis Aschaffenburg.

## Lage
Der See liegt im unteren Kahlgrund im Stadtgebiet von Alzenau zwischen dem Fluss Kahl und der Kreisstraße AB 25. Auf einer Halbinsel befindet sich der namensgebende  Meerhof. Westlich verläuft die A 45.

## Beschreibung

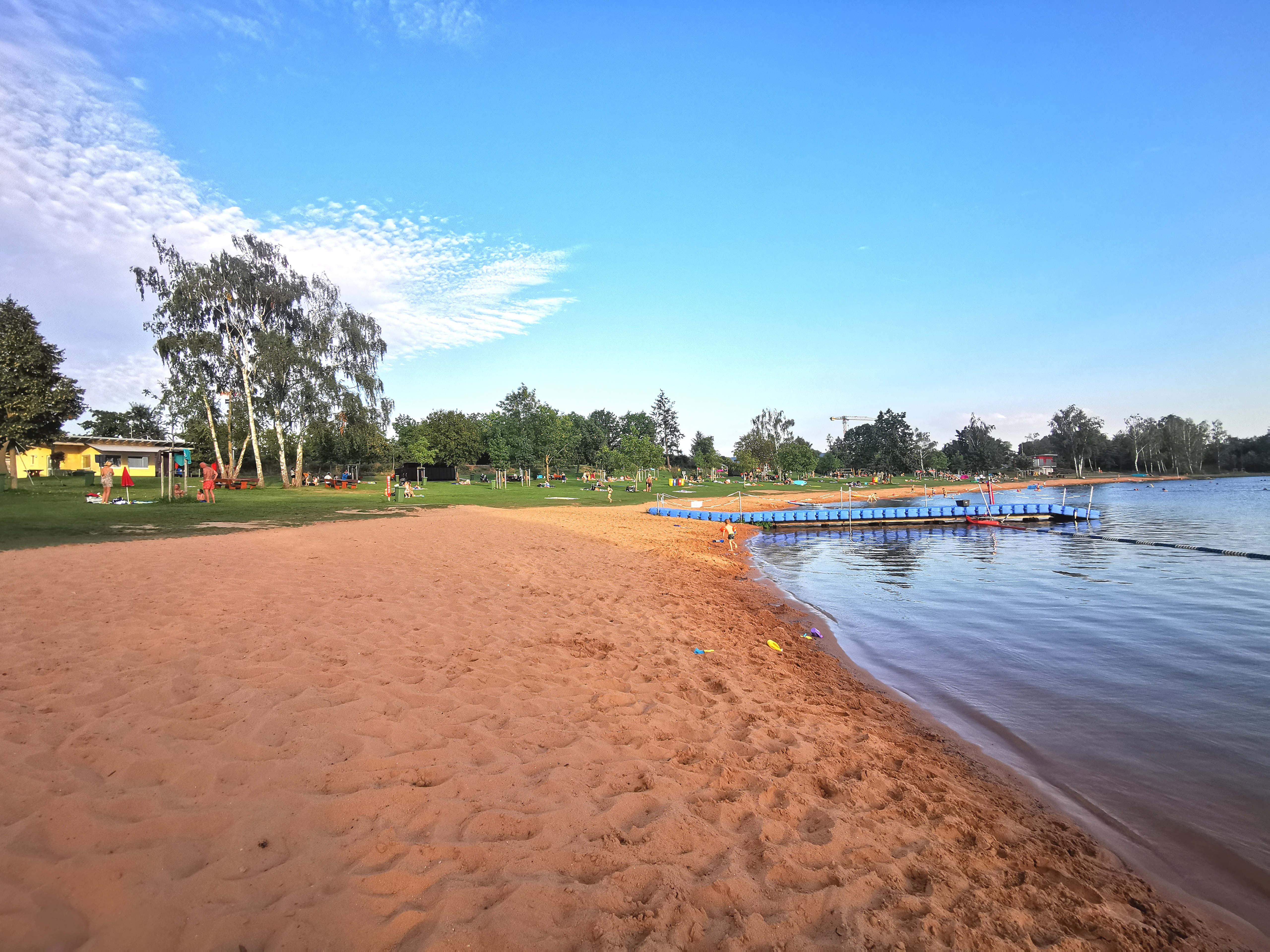
Das Strandbad im östlichen Teil des Meerhofsees

Der See hat eine Länge von ca. 685 Metern und eine Breite von ca. 275 Metern. Dies entspricht abzüglich der Inseln, Halbinseln und Einbuchtungen, einer Wasserfläche von ca. 12 ha. Die durchschnittliche Tiefe des Gewässers beträgt ca. 5 – 8 Meter je nach Beschaffenheit des Gewässergrundes. Vereinzelt seien auch Untiefen nachgewiesen worden, eine davon im westlichen Seebereich. Die Tiefenlotung ergab dort angeblich 19 Meter. An dieser Stelle wird auch eine Quelle vermutet.
Der Meerhofsee teilt sich in zwei Hälften, die durch einen etwa 30 Meter breiten, doch sehr seichten Durchfluss zusammenhängen. Im östlichen Teil befindet sich das Strandbad Meerhofsee mit einem Wasserspielplatz und einer Skateranlage.
Die bewaldete Insel in diesem Bereich wird im Sommer, bei niedrigem Wasserstand zur Halbinsel und hängt somit an der Landzunge, die den See teilt. Beide Bereiche sind zusätzlich durch ein Rohr im nordöstlichen Badeseeteil verbunden. Ein Damm trennt den Meerhofsee von der Kahl.

## Geschichte
Im Jahre 1959 hat eine Firma aus Goldbach mit dem Kiesabbau am Meerhof in Alzenau begonnen. Schon 1968 wurde der Abbau eingestellt und das Gelände ging in den Besitz der Stadt Alzenau. Recht bald füllte sich die Grube Wilmundsheim mit Grund- und Regenwasser und es kam rasch zur Ausbildung natürlicher Verhältnisse mit Ausbildung einer ansehnlichen Flora und Fauna. 1972 erfolgte die Namensgebung für den Baggersee durch den am Ufer liegenden Meerhof. Der See hatte damals eine Größe von 18 Hektar. Der See wurde 1974 als Badesee gestaltet.   
Am 11. August 1981 brach der Damm, der die Kahl vom Meerhofsee trennt, wegen eines schweren Hochwassers und das Wasser des Flusses floss in den tiefer liegenden See. Dessen Wasserspiegel hob sich dadurch um circa 6 Meter an. Seit den sechziger Jahren ist der Seespiegel  um annähernd 3 Meter abgesunken.

## Fauna
Die häufigsten Fischarten, die im Meerhofsee vorkommen sind der Aal, Barsch, Brasse, Gründling, Hecht, Karpfen, die Karausche, das Rotauge,  die Rotfeder, Schleie und der Zander. Durch die besonders gute Wasserqualität des Meerhofsees konnten auch Bachforellen und Regenbogenforellen besetzt werden.